# Batalla del Foro de los Galos
La batalla del Foro de los Galos fue librada cerca de un pueblo del norte de Italia (quizás cerca de la actual Castelfranco Emilia), el 14 de abril del 43 a. C., entre las fuerzas de Marco Antonio y las legiones de la República de Roma bajo el mando de los cónsules Cayo Vibio Pansa y Aulo Hircio, apoyados por Cayo Octavio. Después de meses de negociaciones entre el Senado y Antonio para solucionar los asuntos del poder y el gobierno tras el asesinato de César, este choque fue inevitable.
Antonio tuvo a Bruto bloqueado en la posición alrededor de Mutina (la actual Módena), justo al sur del Padus (el río Po), en la vía Emilia. Pansa fue enviado al norte desde Roma para conectar con Hircio y Octaviano y proporcionar ayuda a Bruto. Antonio, aprovechando la posición central, esperando asestarle un golpe de forma gradual al enemigo, destruyendo las columnas una a una.
El 14 de abril, las legiones de Marco Antonio chocaron con las de Pansa, en el pueblo de Forum Gallorum. Las tropas fueran conducidas por Pansa, general que fue gravemente herido. Jubiloso, Antonio persiguió al deshecho ejército pero se sorprendió al ver salir con estrépito a Hircio de sus exhaustas filas. La victoria se tornó en desastre, Antonio retrocedió, perdiendo la iniciativa y la batalla. Otro choque tendría lugar seis días después, en Mutina.